# Fuerza Aérea del Perú
La Fuerza Aérea del Perú (cuyas siglas son FAP) es un órgano de ejecución del Ministerio de Defensa que forma parte de las Fuerzas Armadas del Perú, y como tal, integra el Comando Conjunto de las Fuerzas Armadas. Tiene como función principal la defensa aérea del país. Además, participa en campañas de apoyo social a poblaciones de difícil acceso, organiza puentes aéreos en caso de desastres, y participa en misiones de paz internacional. La fuerza aérea del Perú fue la líder a nivel latinoamericano indiscutiblemente en los años 80s al adquirir más de 20 aviones de combate franceses Mirage 2000. Posteriormente en los años 90s haría lo mismo comprando aviones a la Unión Soviética (URSS) específicamente los MIG-29 qué en la época eran de los mejores del mundo.

## Historia
El 28 de enero de 1919 nace la Aviación Militar en el Perú, inicialmente en el seno del Ejército. El 9 de diciembre del mismo año se crea la unidad de Hidroaviación de la Marina de Guerra con sede en la isla de San Lorenzo; debe considerarse que, según la Constitución Política de 1920, las Fuerzas Armadas del Perú estaban constituidas solo por el Ejército y la Armada. Así, ante el creciente avance de la aviación militar mundial a raíz de la Primera Guerra Mundial, el 20 de mayo de 1929 se crea el Cuerpo de Aviación del Perú (CAP) como tercer instituto armado.
El 22 de febrero de 1933 el CAP tuvo su bautizo de fuego durante la Guerra colombo-peruana combatiendo incluso contra mercenarios alemanes. En 1938 cambia de denominación a Cuerpo Aeronáutico del Perú (CAP). En 1941 es requerida en la guerra peruano-ecuatoriana, en la cual destaca el Teniente José Abelardo Quiñones, quien se inmola el 23 de julio, es ascendido póstumamente a capitán y designado patrono de la fuerza aérea. En 1941 se crea el Ministerio de Aeronáutica y en 1950 el CAP vuelve a cambiar de denominación, adquiriendo su actual nombre de Fuerza Aérea del Perú (FAP).
A lo largo de su historia ha sido referente en el subcontinente, en 1941 realiza la primera misión aerotransportada en Latinoamérica,[cita requerida] en 1968 fue la primera en ingresar a la era supersónica en Latinoamérica con los Mirage 5P, siendo también la primera en volar duplicando la velocidad del sonido. en 1985 fue la tercera en el mundo en operar el Mirage 2000 (en su momento el caza más avanzado de Latinoamérica y segundo caza de 4.ª. Generación en Suramérica después de los F-16 venezolanos). En 1996 fue la primera en Suramérica en operar misiles BVR con los R-27 y R-77 sobre los MiG-29, además de contar en su inventario, también desde 1998, con el Sukhoi 25, la aeronave más especializada en CAS de América Latina.

## Actualidad
- En febrero de 2013 se evaluaban opciones de modernización de la flota Mirage 2000 con Dassault.[6] La inspección mayor de toda la flota se completó en 2012.[7]
- En noviembre de 2013 se definió al Alenia C-27J como el reemplazo de los An-32B en la flota de transporte táctico ligero, comprándose 2 unidades, la primera recibida en marzo de 2015, la segunda en junio de 2015,[8][9] habiéndose aprobado la compra de 2 unidades adicionales a recibirse durante 2016.[10]
- En diciembre de 2018 se completo el mantenimiento y actualización de 10 Sukhoi 25 realizados por el SEMAN.
- El 29 de marzo de 2019 se estrelló un MIG-29 en la localidad de Chiclayo mientras realizaba un vuelo de entrenamiento, con lo que el número de aeronaves de este modelo se ha reducido a 18 unidades.
- En diciembre de 2020 la FAP concretó la adquisición de dos aviones Hércules KC 130 H Tanker al Ejército del Aire de España, programándose su llegada a Perú en febrero de 2021
- En abril del 2024 un Mirage 2000 se estrelló en la cordillera de los Andes de Arequipa después despegar de la base aérea de la Joya dejando así con 8 U a la fuerza aérea del Perú.
- A finales de 2024, el mayor de la fuerza aérea del Perú, Carlos Enrique Chavez Cateriano confirmo que Perú está interesado en ampliar y remodelar su fuerza aérea en 2025, y se evalúa la compra de nuevos aviones de combate, muy probablemente los KAI KF-21 surcoreanos que convertirían al Perú en el líder del pacífico sur a nivel aéreo como en los años 80 y 90.

## Organización del personal
La encargada de formar a futuros Oficiales de la FAP, Escuela de Oficiales de la Fuerza Aérea del Perú.
- Oficiales Generales
  - General del Aire
  - Teniente General
  - Mayor General
- Oficiales Superiores
  - Coronel
  - Comandante
  - Mayor
- Oficiales Subalternos
  - Capitán
  - Teniente
  - Alférez

Para formar personal subalterno, la Escuela de Suboficiales de la Fuerza Aérea del Perú.
- Suboficiales
  - Técnico supervisor mayor
  - Técnico supervisor
  - Técnico inspector
  - Técnico de primera
  - Técnico de segunda
  - Técnico de tercera
  - Suboficial de primera
  - Suboficial de segunda
  - Suboficial de tercera

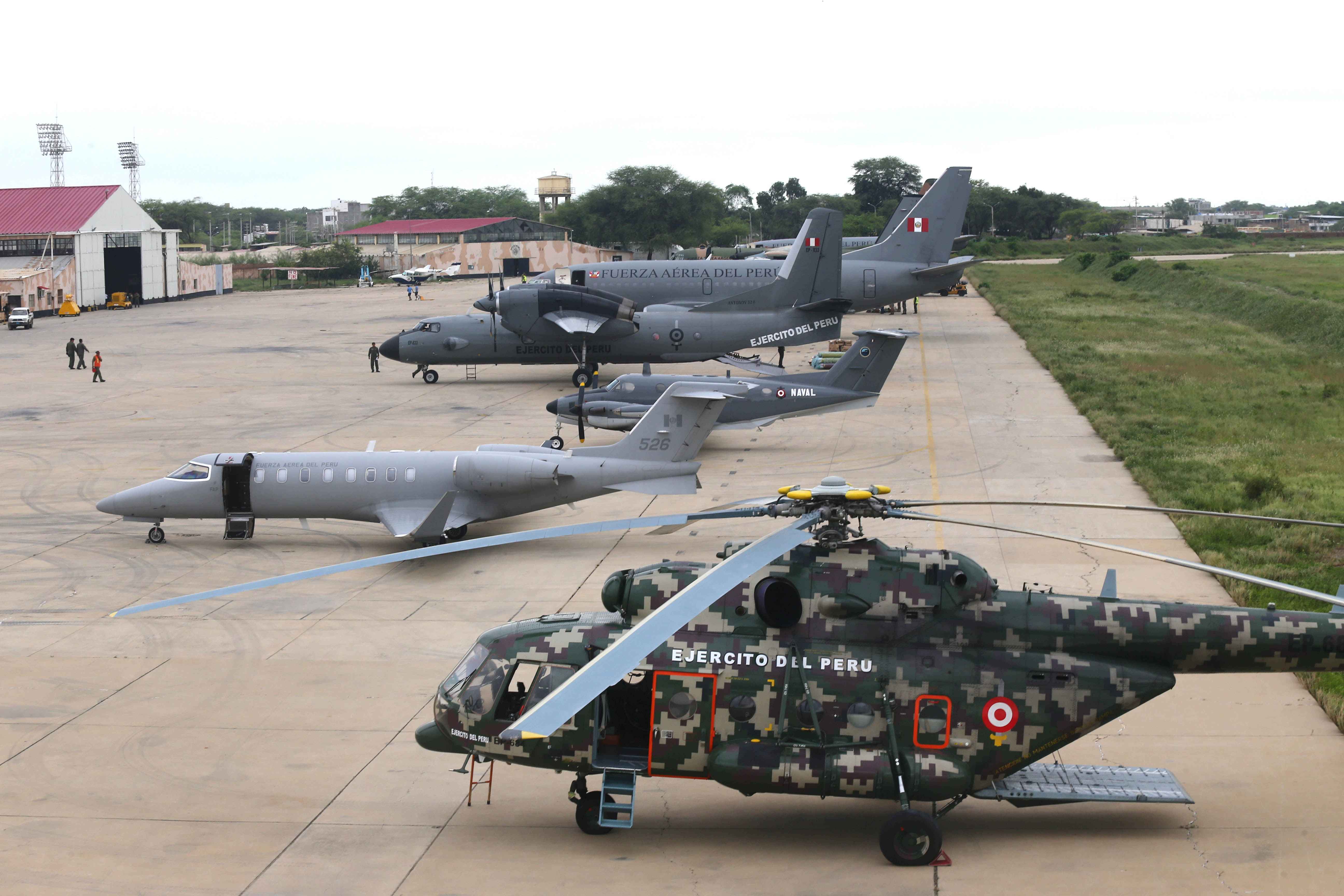
Flota Aérea Peruana a la disposición de la Fuerza Aérea en los desastres naturales de 2017.

- Personal del Servicio Militar Voluntario
  - Sargento primero
  - Sargento segundo
  - Cabo
  - Avionero

## Bases aéreas

### Ala Aérea N.º 1
- Grupo Aéreo N.º 6 - sede: Chiclayo

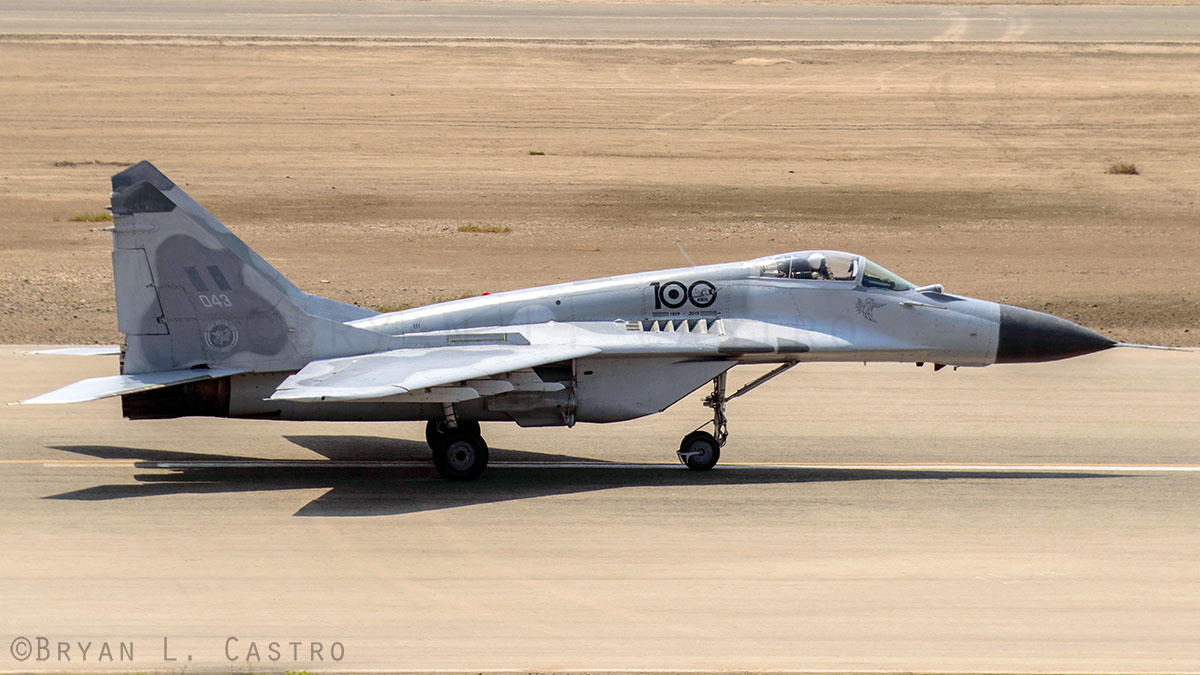
Mikoyan Mig-29, caza de superioridad aérea.

  - Mikoyan Mig-29, caza de superioridad aérea.Escuadrón Aéreo 611 (Escuadrón de la escuadrilla acrobática «Bicolor» operando flota de cazas Mikoyan Mig-29 y de entrenamiento Zlín Z-242)
- Grupo Aéreo N.º 7 - sede: Piura

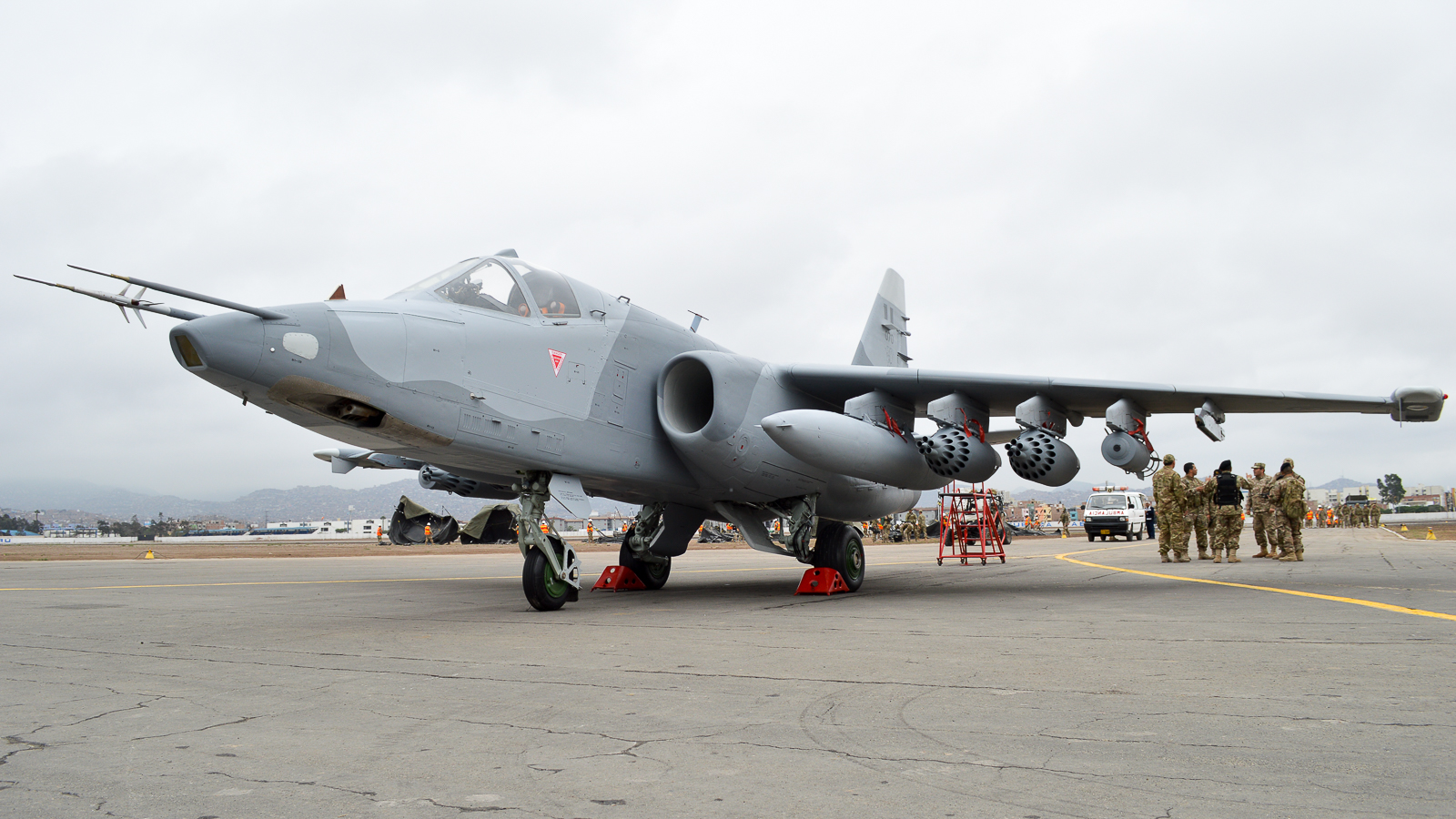
SU-25, aeronave de ataque a tierra.

  - SU-25, aeronave de ataque a tierra.Escuadrón Aéreo 711 (Escuadrón de combate Escorpiones» operando KT-1P)
- Grupo Aéreo N.º 11 - sede: Talara
  - Escuadrón Aéreo 112 (Escuadrón de combate «Tigres» operando Su-25 / Su-25UB)

### Ala Aérea N.º 2
- Grupo Aéreo N.º 3 - sede: Callao
  - Escuadrón de Helicópteros 315 (operando MBB Bo 105)
  - Escuadrón de Helicópteros 332 (operando Bell 212, Bell 412)
  - Escuadrón de Helicópteros 341 (operando Mi-8 MTV-1, Mi-17-1V / Mi-171Sh)
- Grupo Aéreo N.º 8 - sede: Callao

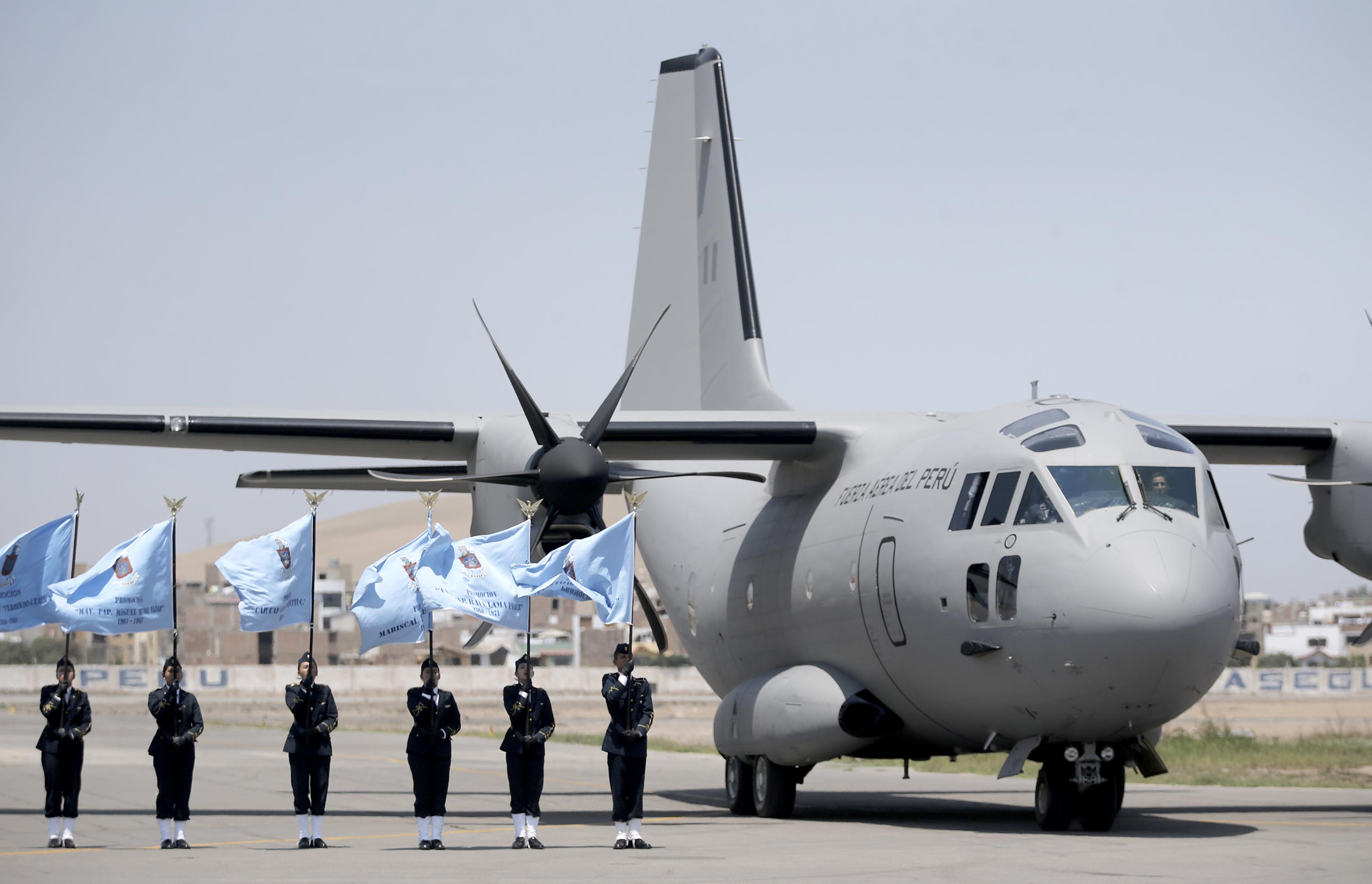
Alenia C-27J Spartan.

  - Alenia C-27J Spartan.Escuadrón de Transporte 841 (operando Boeing B737-200, Boeing 737-500)
  - Escuadrón de Transporte 842 (operando L-100-20 Hércules)
  - Escuadrón de Transporte 843 (operando An-32B)
  - Escuadrón de Transporte 844 (operando C-27J Spartan)
  - Escuadrón de Transporte 845 (operando Lockheed KC-130 Hercules)
- Dirección de Vigilancia y Reconocimiento Aéreo (DIVRA)-ex DIRAF-Servicio Aerofotográfico Nacional (SAN) - sede: Lima
  - Escuadrón Aéreo 330 (operando UAS FAP Mk1, Mk2, Mk3, Mk4, Drone FAP Mk5 y Mk6)
  - Escuadrón Aéreo 331 (operando Learjet 36AM, cámaras aéreas métricas Leica RC-30 y GPS Trimble R7 GNSS)
  - Escuadrón Aéreo 334 (operando Fairchild C-26 Metroliner, Twin Commander 690B).
- EFOPI - Escuela de Formación de Pilotos (ex Grupo Aéreo N.º 51)-sede: PiscoKAI KT-1P, ataque ligero.

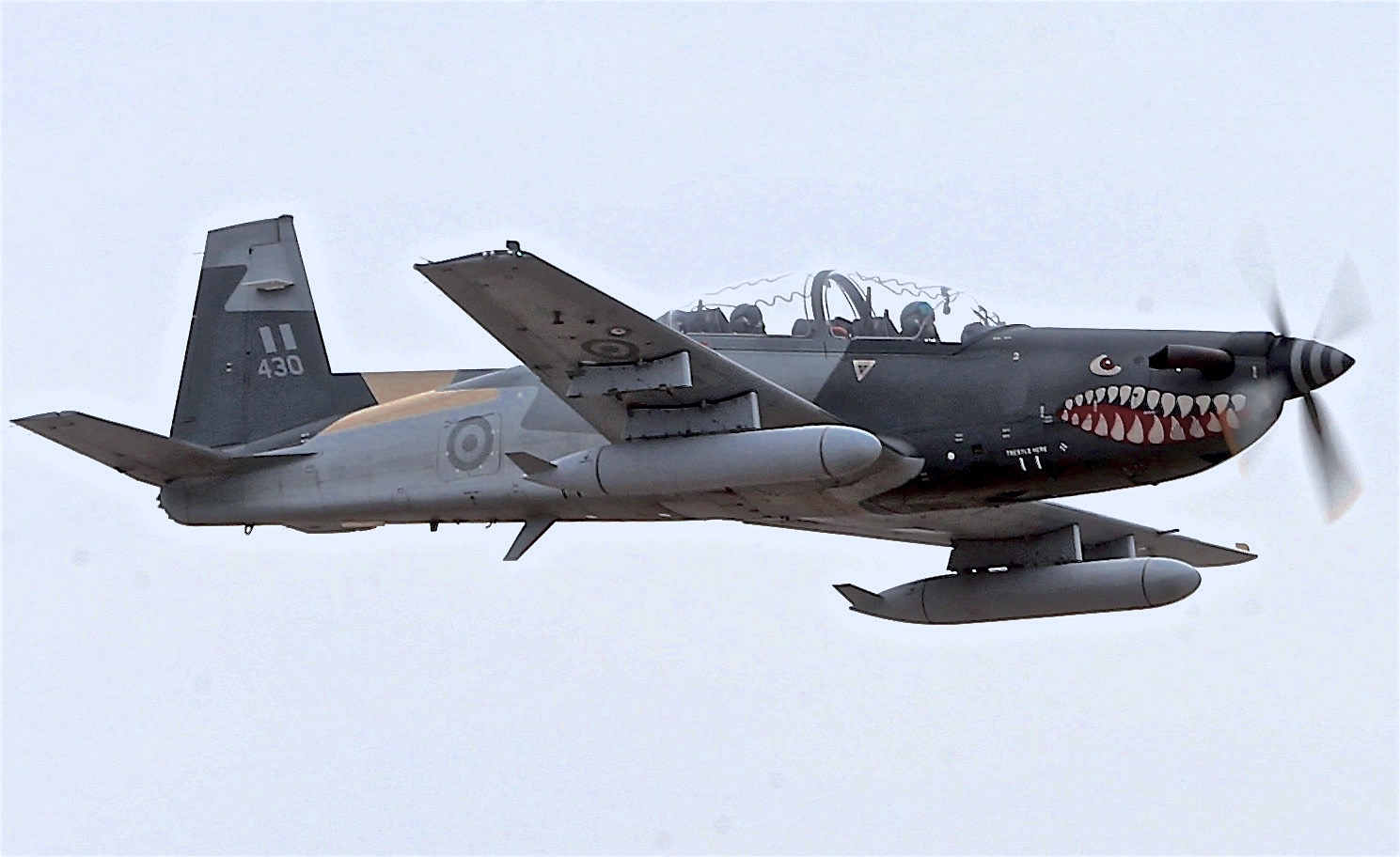
KAI KT-1P, ataque ligero.

  - Escuadrón Aéreo 510 (de entrenamiento básico operando Enstrom 280FX)
  - Escuadrón Aéreo 511 (de entrenamiento primario operando Alarus CH-2000)
  - Escuadrón Aéreo 512 (de entrenamiento básico operando KAI KT-1P)
  - Escuadrón Aéreo 513 (de entrenamiento avanzado operando KAI KT-1P)

### Ala Aérea N.º 3
- Grupo Aéreo N.º 2 - sede: Vítor (Arequipa)MI-35, helicóptero de ataque.

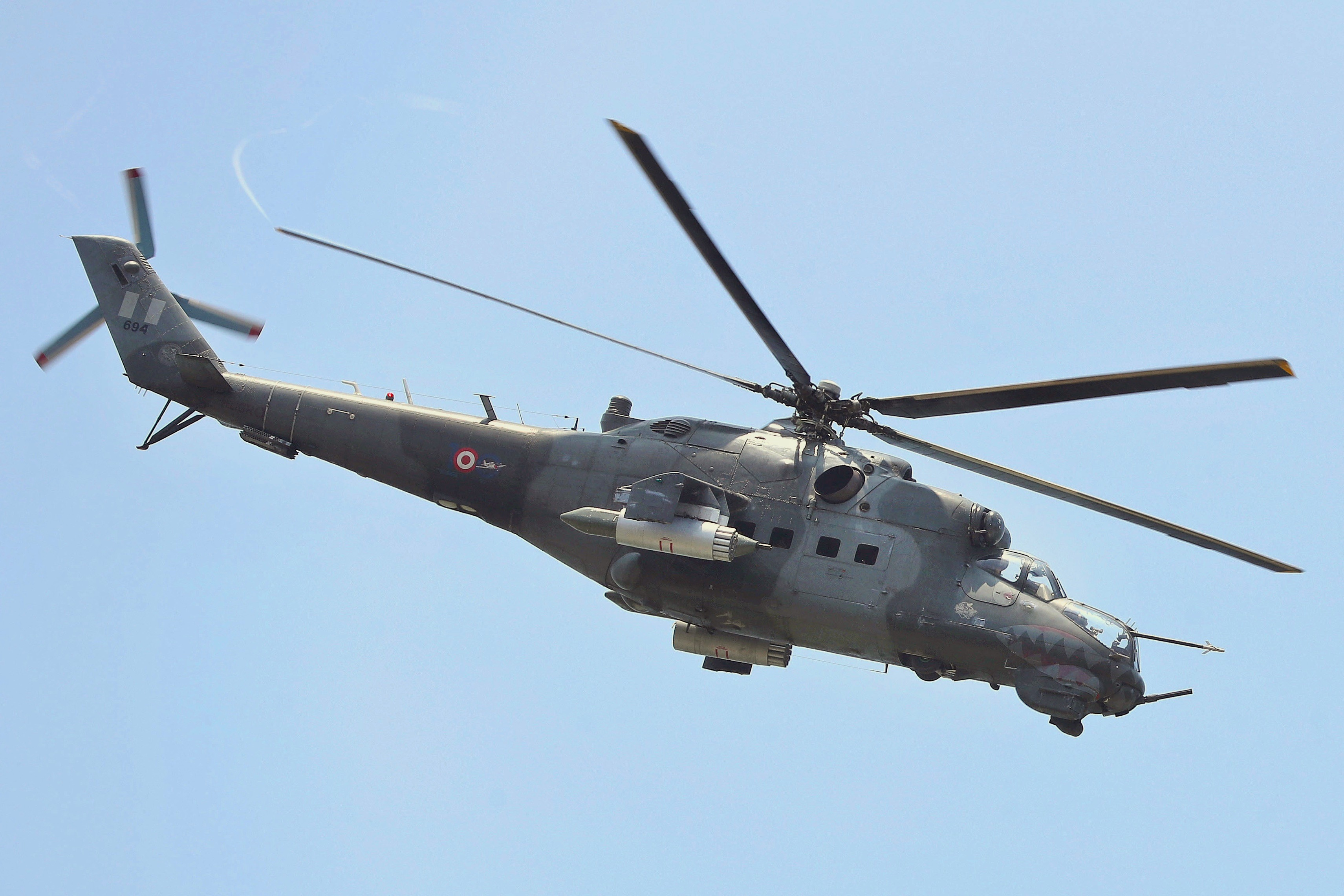
MI-35, helicóptero de ataque.

  - Escuadrón Aéreo 211 (Escuadrón de helicópteros de ataque «Dragones del aire» operando Mi-25 D/DU y Mi-35 P)
- Grupo Aéreo N.º 4 - sede: La Joya (Arequipa)

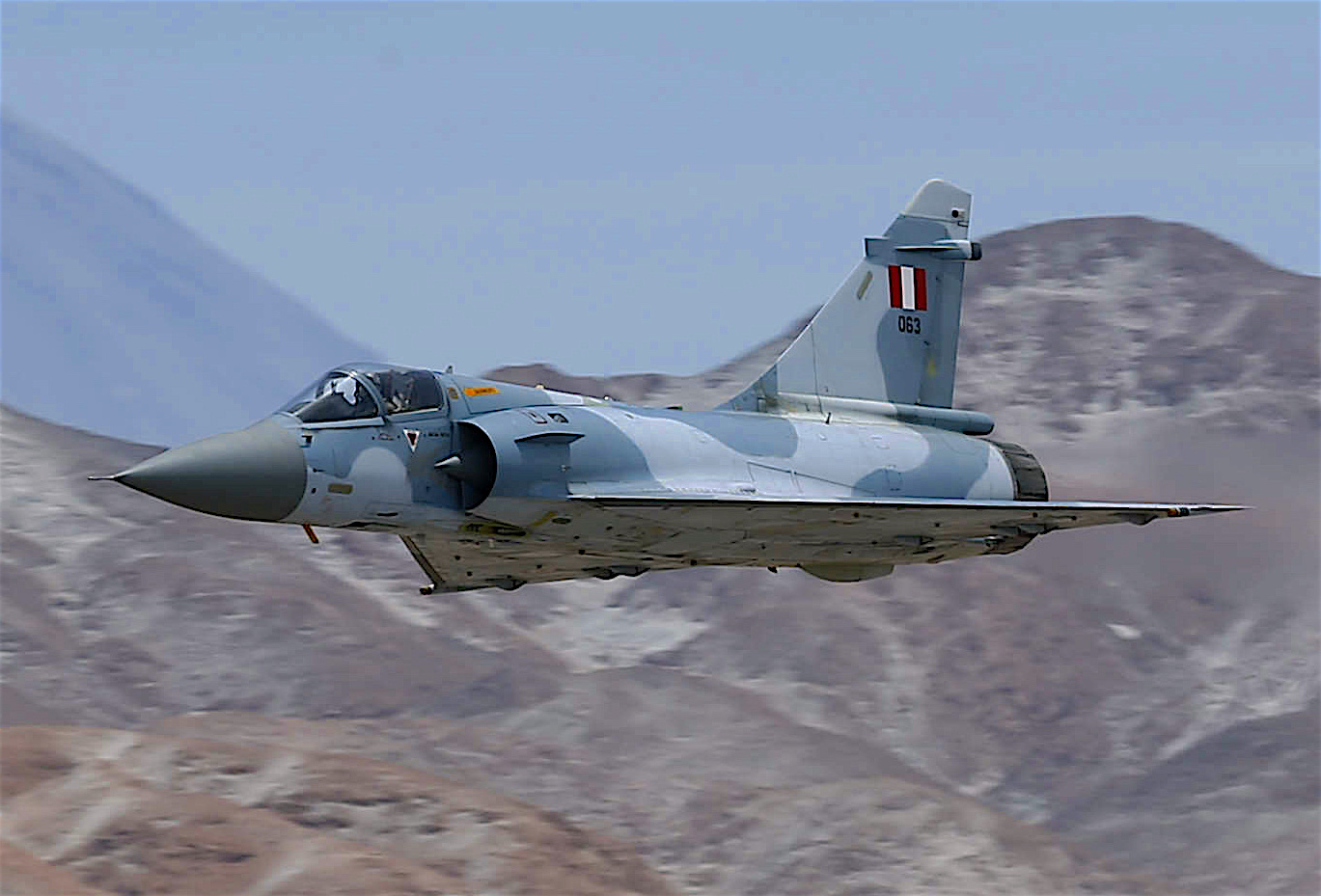
Dassault Mirage 2000, caza multipropósito.

  - Dassault Mirage 2000, caza multipropósito.Escuadrón Aéreo 412 (Escuadrón de combate «Halcones» operando Mirage 2000 P/DP)
- Escuela de Comandos FAP - sede: La Joya (Arequipa)
- Base Aérea de Puerto Maldonado
- Destacamento Aéreo de Tacna

### Ala Aérea N.º 5
- Grupo Aéreo N.º 42-sede: Iquitos
  - Escuadrón Aéreo 421 (operando DHC-6)
  - Escuadrón Aéreo 422 (operando PC-6)
- Base Aérea de Santa Clara - sede: Iquitos

De manera complementaria la Escuela de Aviación Civil del Perú (EDACI), desplazada en 2009 del aeroclub de Collique a la Base Aérea de Las Palmas (Lima), apoya la formación de pilotos FAP en instrucción elemental operando T-41 Mescalero y Piper PA-34 Seneca.

## Equipamiento
| Aeronave                                    | Versiones                         | En servicio                                 | Origen             | Notas |                 |                 |
| Cazabombarderos                             | Cazabombarderos                   | Cazabombarderos                             | Cazabombarderos    | Cazabombarderos | Cazabombarderos | Cazabombarderos |
| ------------------------------------------- | --------------------------------- | ------------------------------------------- | ------------------ | --- | --------------- | --------------- |
| Dassault Mirage 2000                        | M-2000P M-2000DP                  | 8 monoplaza 2 biplaza                       | Francia            | En 2009 se inició un proceso de inspección mayor de la flota completa, que fue completado en 2012.Un caza M-2000P accidentado en abril de 2024                                                                                                 |                 |                 |
| MiG-29                                      | MiG-29SE MiG-29 SMP               | 8 (operativos) 10 (almacenados)             | Rusia              | Adquiridos a Bielorrusia en 1998. en mayo de 2013 se anunció la modernización de un segundo lote de 8 cazas adicionales. |                 |                 |
| Aviones de ataque a tierra                  |                                   |                                             |                    | |                 |                 |
| Sukhoi Su-25                                | Su-25K Su-25UB                    | 10 (operativos) 8 (almacenados)             | Rusia              | Adquiridos a Bielorrusia en 1998. En julio de 2014 se asignaron fondos para la inspección mayor de 10 unidades en las instalaciones del SEMAN.                                                                                                 |                 |                 |
| Cessna A-37 Dragonfly                       | A-37B AO-37B                      | 20 (operativos)                             | Estados Unidos     | Se recibieron 55 unidades de los Estados Unidos. 8 fueron donadas por Corea del Sur en febrero de 2010, estarían en servicio hasta 2020. |                 |                 |
| Aviones de entrenamiento                    |                                   |                                             |                    | |                 |                 |
| KAI KT-1P Torito                            | KT 1P KA 1P                       | 20                                          | Corea del Sur Perú | Comprados 20, que incluyen transferencia tecnológica para producir un grupo localmente por el SEMAN. En noviembre de 2016 se completó la entrega de las 20 unidades.                                                                           |                 |                 |
| Alarus CH-2000 Antarqui                     | CH-2000                           | 8                                           | Canadá Perú        | El Servicio de Mantenimiento de la Fuerza Aérea del Perú (SEMAN) viene ensamblando un total de doce aviones Alarus CH-2000 (denominado localmente Antarqui).                                                                                   |                 |                 |
| Moravan Zlín Z-242                          | Z-242L                            | 6 (operativos)                              | República Checa    | Comprados 18 en 1998 como entrenadores básicos. |                 |                 |
| Cessna-172                                  | C-172-SP                          | 7                                           | Estados Unidos     | Variante del Cessna 172 Skyhawk para entrenamiento. 26 recibidos en 1965, 15 en 1974 y 2 más en 2011. |                 |                 |
| Cessna T-41                                 | T-41DM                            | 3                                           | Estados Unidos     | De la Escuela de Aviación Civil (EDACI). |                 |                 |
| Piper PA-44 Seminole                        | PA-44 Seminole                    | 1                                           | Estados Unidos     | De la Escuela de Aviación Civil (EDACI). |                 |                 |
| Aviones de transporte militar               |                                   |                                             |                    | |                 |                 |
| Boeing 737                                  | 737-200-AD 737-528                | 1 (operativo)                               | Estados Unidos     | El 5 de mayo de 1998 cayó un Boeing 737-200 alquilado a la FAP en Andoas. El Boeing 737-500 opera como avión presidencial. |                 |                 |
| Lockheed L-100 Hercules                     | L-100                             | 3 (operativos)                              | Estados Unidos     | Se recibieron 8 unidades entre 1972 y 1980, a inicios de 2012 se contaba con cinco. |                 |                 |
| Alenia C-27J Spartan                        | Leonardo C-27J Spartan            | 4                                           | Italia             | Comprados en 2015 |                 |                 |
| Antonov An-32                               | An-32B Cline                      | 3 (operativos)                              | Ucrania            | Se adquirieron 15 entre 1987 y 1995, como reemplazo de los Antonov An-26. |                 |                 |
| De Havilland Canada DHC-6 Twin Otter        | DHC-6-300 DHC-6-400               | 2 (operativos) 12                           | Canadá             | Once DHC-6-300 comprados a principios de los setenta, dos fueron vendidos. El 2007 uno de estos aviones tuvo un accidente en el departamento de Loreto. En 2010 se compraron doce DHC-6-400. Siendo presentados oficialmente en julio de 2015. |                 |                 |
| Pilatus PC-6                                | PC-6B Turbo Porter                | 1 (operativo)                               | Suiza              | Originalmente se compraron 18 unidades para la aerolínea militar TANS. Uno sufrió un accidente en Iquitos en 2008. |                 |                 |
| Reabastecimiento en vuelo                   |                                   |                                             |                    | |                 |                 |
| Lockheed Martin C-130 Hercules              | KC-130H                           | 2                                           | Estados Unidos     | Se compraron en diciembre del 2020 al Ejército del Aire español. |                 |                 |
| Aviones de reconocimiento                   |                                   |                                             |                    | |                 |                 |
| Learjet 45                                  | LJ-45XR                           | 1                                           | Estados Unidos     | Adquirido en 2013 como reemplazo del accidentado Falcon 20F. |                 |                 |
| Learjet 36                                  | LJ-36B                            | 1 (operativo)                               | Estados Unidos     | Dos recibidos en 1983. |                 |                 |
| Fairchild C-26 Metroliner                   | C-26B/C-26BM ISR                  | 3 (operativos)                              | Estados Unidos     | Cuatro donados en 1997 por los Estados Unidos para la lucha contra el narcotráfico. Disponen de sistemas FLIR de detección calórica. |                 |                 |
| Rockwell Turbo Commander 690                | TC-690B                           | 1                                           | Estados Unidos     | Uno adquirido en los 90s. |                 |                 |
| Helicópteros de ataque                      |                                   |                                             |                    | |                 |                 |
| Mi-25 / Mi-35                               | Mi-25D Mi-25DU Mi-35P             | 14 2                                        | Rusia              | 14 unidades compradas entre 1983 y 1985 a la ex Unión Soviética y 7 a Nicaragua en 1992. Además se compraron dos Mi-35P a Rusia en 2012. |                 |                 |
| Helicópteros de transporte militar          |                                   |                                             |                    | |                 |                 |
| Mi-8 / Mi-17 / Mi-171                       | Mi-8MTV-1 Mi-17-1B Hip H Mi-171Sh | 1 (operativo) 6 (operativos) 2 (operativos) | Rusia              | En abril de 2012 se recibieron seis Mi-171Sh nuevos comprados a Rusia, tres de los cuales pasaron a la FAP y otros tres al Ejército. |                 |                 |
| Helicópteros utilitarios y de entrenamiento |                                   |                                             |                    | |                 |                 |
| Bell 212                                    | Bell 212                          | 2 (operativos)                              | Estados Unidos     | [ 11 ] |                 |                 |
| Bell 412                                    | Bell 412EP                        | 1                                           | Estados Unidos     | [ 11 ] |                 |                 |
| MBB Bo 105                                  | Bo-105LS                          | 2 (operativos)                              | Alemania           | Se compraron 11 unidades en 1989, 6 de las cuales se entregaron a la Policía. |                 |                 |
| Hughes 269                                  | 300C                              | 4 (operativos)                              | Estados Unidos     | 6 helicópteros ligeros adquiridos en 1999. 1 sufrió un accidente en febrero de 2013. |                 |                 |
| Enstrom F-28                                | 280fx shark                       | 2 (operativos)                              | Estados Unidos     | Se compraron 2 unidades en 2019. |                 |                 |
| UAV                                         |                                   |                                             |                    | |                 |                 |
| Aeronautics Defense Orbiter II              |                                   | 3                                           | Israel             | Adquiridos en abril de 2010. No completamente operativos. |                 |                 |
| UAV FAP                                     |                                   | 5                                           | Perú               | Construido por el Centro de Desarrollo de Proyectos de la Fuerza Aérea del Perú (CEDEP). |                 |                 |

## Armamento
| Vympel R-77          | Rusia          | Misil aire-aire de medio alcance. La FAP fue el primer operador de misiles BVR en Suramérica.          |
| Vympel R-27R/R1      | Bielorrusia    | Misil aire-aire de medio alcance y corto alcance.                                                      |
| Vympel R-73EL        | Rusia          | Misil aire-aire de corto alcance.                                                                      |
| Vympel R-60          | Bielorrusia    | Misil aire-aire de corto alcance.                                                                      |
| R.550 Magic1-2       | Francia        | Misil aire-aire de corto alcance.                                                                      |
| AS-30L               | Francia        | Misil aire-aire de corto alcance (variante AS-30L).                                                    |
| KH-58U               | Bielorrusia    | Misil antirradar de largo alcance La FAP fue el primer operador de este tipo de misiles en Suramérica. |
| KH-25ML              | Bielorrusia    | Misil antirradar de corto alcance..                                                                    |
| KH-29L               | Bielorrusia    | Misil aire-superficie de corto alcance.                                                                |
| Lizard 4             | Israel         | Bomba guiada aire tierra                                                                               |
| Bombas incendiarias  | Rusia          | Bomba de propósito general de 250 kg hasta 500 kg.                                                     |
| Mark 82              | Estados Unidos | Bomba de propósito general de 250 lb. hasta 500 lb                                                     |
| Cohetes S24B         | Rusia          | Misil aire-tierra calibre 240mm.                                                                       |
| Cohetes S8           | Rusia          | Misil aire-tierra calibre 80mm                                                                         |
| 9K114 Shturm         | Rusia          | Misil antitanque para helicópteros Mi-25/35.                                                           |
| Cañón Single SGH-30L | Rusia          | Calibre 30mm                                                                                           |